# Sofosbuvir
Sofosbuvir (cuyos nombres comerciales son Sovaldi y Virunon) es un medicamento que se utiliza para el tratamiento de la hepatitis C crónica, en combinación con otros fármacos, no se recomienda como monoterapia. 

El mecanismo de acción del fármaco es una inhibición de la enzima polimerasa de ARN del virus de la hepatitis C, esta enzima es esencial para la multiplicación del virus. Fue descubierto por Pharmasset y desarrollado por Gilead Sciences.

La dosis habitual es 400 mg una vez al día por vía oral, asociado con otras drogas, durante al menos 8 semanas.

## Uso clínico del sofosbuvir
Sofosbuvir se utiliza para el tratamiento de la hepatitis C crónica, genotipos 1, 2, 3 y 4 en combinación con ribavirina o asociado a interferón pegilado y ribavirina.
También se emplea para aquellos pacientes que presentan hepatitis C simultáneamente con infección por el virus de la inmunodeficiencia humana, agente causal del sida.
A partir de octubre de 2014 se utiliza en combinación con Ledipasvir con indicación en hepatitis C genotipo 1. El tratamiento recomendado por la FDA puede ser de 8, 12 y 24 semanas según estadio y antecedentes.

### Efectos adversos
Debido a que el sofosbuvir se emplea asociado a otras medicamentos, como ribavirina y PEG interferón, solo se han evaluado los efectos de la combinación de medicamentos. Los efectos secundarios detectados con más frecuencia son dolor de cabeza, náuseas, erupciones en la piel e irritabilidad.

### Indicaciones de uso en España
En 2014 el Informe de Posicionamiento Terapéutico de Sofosbuvir de la Agencia Española de Medicamentos y Productos Sanitarios indicaba su uso en determinadas circunstancias (a.- situaciones clínicas en las que existe necesidad de tratamiento debido al avanzado estado de la enfermedad y/o alto riesgo de morbi-mortalidad asociada y no existen alternativas terapéuticas o bien las existentes no son adecuadas debido a problemas de seguridad: en lista de espera de trasplante hepático, trasplantados hepáticos, cirróticos (F4 en biopsia o Fibroscan ≥ 14,5 kPa, coinfectados, pacientes con contraindicaciones para tratamiento basado en interferón o tras fracaso al tratamiento con inhibidores de la proteasa y b.- situaciones en las que existiendo necesidad de tratamiento y alternativas terapéuticas, sofosbuvir se considera una opción con valor terapéutico añadido sobre la base de eficacia y/o seguridad: pacientes con F3 en biopsia o Fibroscan >9,5 Kpa., pacientes con F2 en biopsia o Fibroscan 7,6- 9,5 Kpa.
Se calcula una caída de precios -hasta los 13.000 euros por tratamiento en 2016- y la comprobación de que los tratamientos prematuros reducen gastos futuros y son beneficiosos para el paciente, permite pronosticar la desaparición de límites terapéuticos a la administración del fármaco.
Un estudio realizado en 2017 por el Complejo Hospitalario Universitario de Pontevedra y el Pharmacoeconomics & Outcomes Research Iberia, calcula el número de los pacientes tratados en 66.777,  entre los años 2015 y 2016 y sitúa el costo promedio del tratamiento en 24.167 euros para cada paciente.

## Patente, coste y polémicas
El elevado precio del fármaco ha provocado controversias en todo el mundo. Algunos expertos consideran que las mejoras que aporta no justifican el coste, que sería inasumible para el sistema de salud de la mayor parte de los países, si se aplicara de forma indiscriminada a todos los pacientes con hepatitis C.
Un estudio de la Universidad de Liverpool señala  que el coste real de este fármaco es de unos 100 euros por tratamiento completo y paciente.
Más de 30 organizaciones —Médicos Sin Fronteras (MSF), Médicos del Mundo, Salud por Derecho o la Alianza Europea para la Salud Pública, entre otras— intentan que la Oficina Europea de Patentes revoque la licencia a la empresa farmacéutica Gilead que permite el monopolio sobre el sofosbuvir.
De conseguirlo, se "podría acelerar la entrada de medicamentos genéricos en Europa, además de generar argumentos legales para ayudar a los Estados a empoderarse en las negociaciones con Gilead", aseguran las ONG.
En el año 2014 el precio en EE. UU. era de 84.000 dólares para el tratamiento estándar de 12 semanas, ascendiendo a 168.000 dólares en los pacientes afectados por el genotipo 3 del virus que precisan tratamiento durante 24 semanas.
En otros países europeos el precio puede rondar los 50.000 euros de tarifa, si bien las negociaciones con las autoridades sanitarias reduce sustancialmente este precio para el paciente, aunque sigue siendo elevado. En España el tratamiento tenía un coste de unos 13.000 euros en 2016.
Un grupo de expertos norteamericanos en salud del California Technology Assessment Forum, que evaluaron las evidencias disponibles del fármaco, consideraron que el precio no estaba justificado, ni era asumible para la sociedad en general, teniendo en cuenta que las mejoras que ofrece en relación con otros tratamientos disponibles para la hepatitis C son modestas. Numerosos expertos han considerado, tras un detallado estudio del tema, que en las circunstancias actuales, el medicamento solo debería emplearse en pacientes con complicaciones graves derivadas de la hepatitis C, como cirrosis hepática.
En 2015 la oficina de patentes de la India rechazó la petición de Gilead Sciences para patentar el medicamento sofosbuvir usado para el tratamiento de hepatitis C.